# Wappen der Gemeinde Alesheim
Das Wappen der Gemeinde Alesheim ist das Hoheitszeichen von Alesheim im mittelfränkischen Landkreis Weißenburg-Gunzenhausen.

## Blasonierung
„Geteilt von Gold und Blau; oben schräg gekreuzt ein roter Speer und ein schräglinker blauer Wellenbalken; unten sechs drei zu zwei zu eins gestellte silberne Eisenhüte.“

## Geschichte
Die Eisenhüte im Gemeindewappen sind vom Familienwappen der Marschälle von Pappenheim entnommen. Die Lanze ist ein Attribut des Heiligen Emmeram von Regensburg, dem Patrozinium der Kirche in Trommetsheim und in Alesheim. Der Wellenbalken stellt die Altmühl dar, die durch das Gemeindegebiet fließt. 